# Dayton Triangles

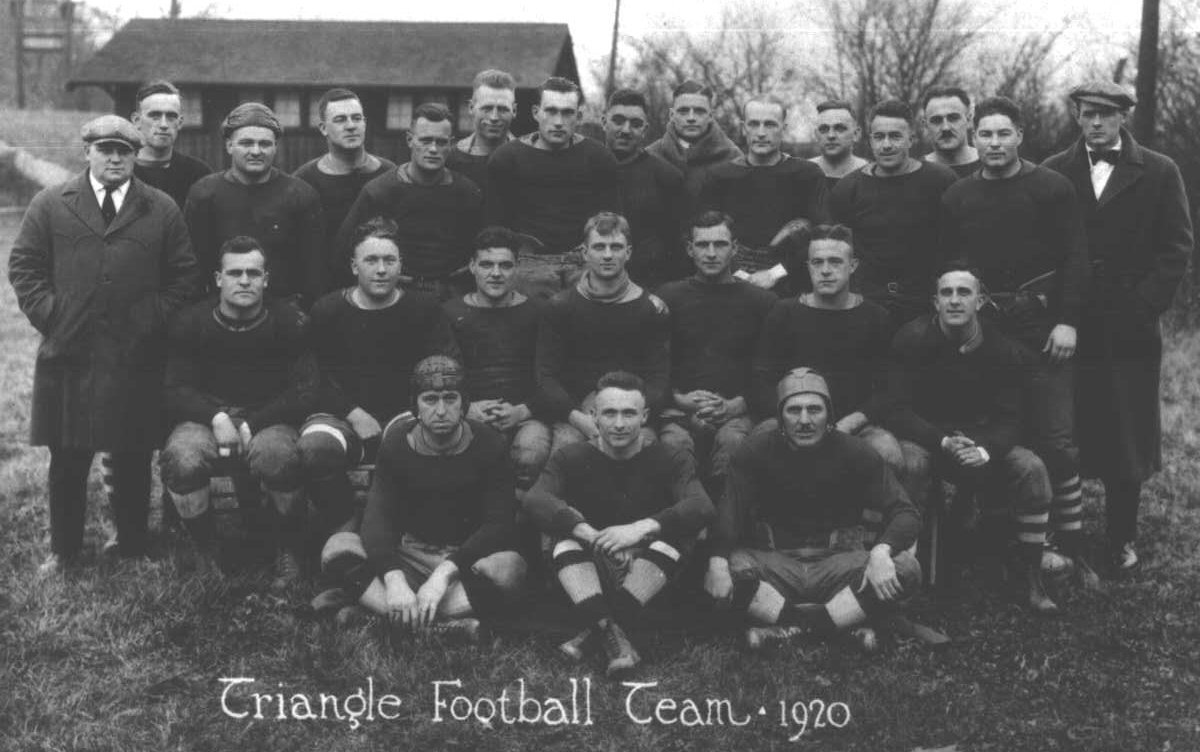
Mannschaft der Dayton Triangles 1920

Die Dayton Triangles waren eine seit 1913 bestehende Footballmannschaft aus Dayton, Ohio, die von 1920 bis 1929 in der National Football League spielte.

## Geschichte

### Anfänge
Die Mitglieder der erfolgreichen Basketball-Mannschaft des St. Marys College (heute University of Dayton) gründeten im Herbst 1913 eine Football-Mannschaft. Trainer war Louis „Foose“ Clark, der auch die Football-Mannschaft des Colleges trainiert. Die Mannschaft trat unter dem Namen St. Marys Cadets an. In ihrer ersten Saison gewannen sie alle ausgetragen sieben Spiele. Bei der Stadtmeisterschaft schlugen sie die Mannschaft aus Oakwood mit 26:21. In der Meisterschaft des südlichen Ohio schlugen sie die Cincinnati Celts mit 27:0 im Redland Park in Cincinnati. Die Stadtmeisterschaft gewannen sie auch im folgenden Jahr. 1915 wurde die Mannschaft vom Dayton Gym Club unterstützt und trat deshalb unter dem Namen Dayton Gym Cadets an. Trainer war der Quarterback Alphonse „Al“ Herman Mahrt. Erneut gelang es die Stadtmeisterschaft zu gewinnen.
Die Wirtschaft in Dayton wurde zu dieser Zeit von den durch Edward A. Deeds und Charles F. Kettering gegründeten Unternehmen Dayton Engineering Laboratories Company (Delco), Dayton Metal Products und Domestic Engineering Company geprägt. Um den Arbeitern eine Möglichkeit der Erholung und der sportlichen Betätigung zu bieten, erwarben Deeds und Kettering 1916 eine Landzunge an der Mündung des Stillwater River in dem Great Miami River. Der angelegte Park wurde als Triangles Park bezeichnet. Der Patentanwalt F. B. McNab dieser Unternehmen begann gleichzeitig zusammen mit Carl Storck, der als Trainer beim YMCA und Sportdirektor für Delco arbeitete, eine Football-Mannschaft aufzustellen. Zusätzlich zu den Spielern der Gym Cadets wurden auch Arbeiter der drei Unternehmen ins Team aufgenommen. Als Trainer wurde Nelson Talbot gewonnen, Mike Rozelle, der Manager des Parks, übernahm die Mannschaftsleitung. Die Mannschaft wurde in Dayton Triangles umbenannt und spielte zunächst im Westwood Park. Das erste Spiel gewann die neuformierte Mannschaft gegen die Cincinnati Northerns mit 72:0. Die Saison konnte mit einem Ergebnis von 9:1 abgeschlossen werden.
Auch die folgenden beiden Spielzeiten konnten mit einem positiven Endergebnis abgeschlossen werden. 1918 konnten sie erstmals die Meisterschaft der Ohio League erringen, nachdem sie alle acht Spiele gewannen (wenngleich die Meisterschaft nicht nach dem reinen Sieg-Niederlagen-Verhältnis bestimmt wurden, sondern Spiele je nach Gegner verschieden gewichtet wurden). Manager des Teams war inzwischen Carl Storck, da Rozelle 1917 zum Militärdienst einberufen wurde.

### APFA und NFL
In seiner Funktion als Manager der Mannschaft nahm Storck an den Treffen zur Gründung der American Professional Football Association im August und September 1920 in Canton teil und erwarb das notwendige Franchise.
Die Spielsaison der APFA wurde am 26. September 1920 mit dem Spiel der Rock Island Independents gegen die St. Paul Ideals eröffnet. Letztere waren jedoch nicht Mitglied der APFA. Das erste Spiel der Triangles gegen die Columbus Panhandles fand am 3. Oktober 1920 im Triangles Park statt. Es gilt als ein erstes Spiel in der Geschichte der APFA/NFL zwischen zwei der Liga zugehörigen Mannschaften. Ob es aber tatsächlich das erste Spiel der APFA war, ist dabei jedoch fraglich. Zum einen sind keine Anstoßdaten bekannt, was die Möglichkeit eröffnet, dass auch der 45:0-Sieg der Rock Island Independents gegen die Muncie Flyers das erste Spiel war, da dies ebenfalls am 3. Oktober stattfand. Zum anderen ist unsicher, ob die Panhandles zum Spielzeitpunkt bereits Mitglied der APFA waren. Zwar waren sie am Saisonende definitiv Mitglied, ein Vertreter der Mannschaft war bei den beiden Gründungssitzungen nicht dabei, was den genauen Zeitpunkt des Beitritts offen lässt.
Die Saison 1920 beendeten die Triangles mit einer 5-2-2-Bilanz, wobei beide Niederlagen gegen den späteren Meister aus Akron entstanden.
1921 konnten die Triangles nur vier Spiele gewinnen. Einer ihrer Siege war jedoch ein 3:0 gegen die Akron Pros, womit sie deren 19 Spiele andauernde Serie ohne Niederlage (15 Siege, 4 Unentschieden) beendete.
Die Saison 1922 jetzt in der als National Football League bezeichneten Liga beendeten sie noch mit einer 4-3-1-Bilanz, ihre letzte Saison mit mehr Siegen als Niederlagen. Nach dieser Saison verließ der Quarterback Al Mahrt das Team. Als Headcoach agierte Carl Storck. Er blieb bis 1926 in dieser Funktion. Dem Team gelang es jedoch nicht mit anderen finanzstärkeren Mannschaften mitzuhalten. Diese konnten durch höhere Gehälter die besseren College-Spieler unter Vertrag nehmen. Durch den sportlichen Misserfolg gelang es nicht, eine nennenswerte Zuschauerschaft anzulocken. Die Mannschaft wurde deshalb in den letzten Jahren zu einem reinen Auswärtsteam. Bis 1926 wurden rund 100.000 Dollar Verlust gemacht.
Am 24. September 1927 gelang ihnen mit 6:3 bei den Frankford Yellow Jackets der letzte Sieg. Eine Woche später am 2. Oktober 1927 spielten sie gegen die New York Yankees ihr letztes Heimspiel, welches sie mit 6:3 verloren.
Da ab 1928 Carl Storck beruflich bedingt in Detroit lebte, fehlte auch der entscheidende Förderer der Mannschaft. 1928 und 1929 konnten sie in nur je einem Spiel punkten und verloren dadurch in allen 13 Spielen.
Vor Beginn der Saison 1930 wurde deshalb das Franchise an Al Dwyer aus Brooklyn verkauft. Diese führten das Team als Brooklyn Dodgers weiter.

## Uniform
Die Dayton Triangles trugen dunkelblaue Jerseys mit weißen Ziffern. Ab 1924 waren die Jerseys dunkelblau-weiß in jährlich unterschiedlichen Gestaltungsvarianten.

## Statistik
| Saison | Liga | Siege | Niederlagen | Unentschieden | Punkte erzielt | Punkte zugelassen | Platzierung | Head Coach               |
| ------ | ---- | ----- | ----------- | ------------- | -------------- | ----------------- | ----------- | ------------------------ |
| 1913   |      | 7     | 0           | 0             | 235            | 32                |             | Louis Clark              |
| 1914   |      | 5     | 4           | 0             | 138            | 70                |             | Louis Clark              |
| 1915   |      | 7     | 1           | 1             | 237            | 38                |             | Al Mahrt                 |
| 1916   |      | 9     | 1           | 0             | 263            | 29                |             | Nelson Strobridge Talbot |
| 1917   |      | 6     | 0           | 2             | 175            | 28                |             | Nelson Strobridge Talbot |
| 1918   | Ohio | 8     | 0           | 0             | 189            | 9                 | 1.          | Nelson Strobridge Talbot |
| 1919   | Ohio | 5     | 2           | 1             | 170            | 20                |             | Nelson Strobridge Talbot |
| 1920   | APFA | 5     | 2           | 2             | 150            | 54                | 6.          | Nelson Strobridge Talbot |
| 1921   | APFA | 4     | 4           | 1             | 96             | 67                | 8.          | Nelson Strobridge Talbot |
| 1922   | NFL  | 4     | 3           | 1             | 80             | 62                | 7.          | Carl Storck              |
| 1923   | NFL  | 1     | 6           | 1             | 16             | 95                | 16.         | Carl Storck              |
| 1924   | NFL  | 2     | 6           | 0             | 45             | 148               | 13.         | Carl Storck              |
| 1925   | NFL  | 0     | 7           | 1             | 3              | 84                | 16.         | Carl Storck              |
| 1926   | NFL  | 1     | 4           | 1             | 15             | 82                | 16.         | Carl Storck              |
| 1927   | NFL  | 1     | 6           | 1             | 15             | 57                | 10.         | Louis Richard Mahrt      |
| 1928   | NFL  | 0     | 7           | 0             | 9              | 131               | 10.         | Lafayette Abbott         |
| 1929   | NFL  | 0     | 6           | 0             | 7              | 136               | 12.         | Lafayette Abbott         |